# Гребёнка (станция)
Гребёнка — грузопассажирская узловая перевалочная станция Южной железной дороги. Расположена на линии Киев — Полтава в городе Гребёнка Полтавской области.

## История
Станция открыта в 1895 году под названием Петровка, когда была проложена железнодорожная магистраль от Гребёнки через Ичню до станции Круты. На станции также расположено большое локомотивное депо Гребёнка. Поначалу это была обычная станция, но уже в 1897 году, после окончания строительства линии на Золотоношу, стала узловой. В 1901 году было полностью открыто движение поездов на линии Дарница — Полтава. В том же 1901 году станция и расположенное рядом с ней пристанционное селение получили современное название в память о Евгении Гребёнке, родившемся неподалёку в селе Марьяновка (Гребёнковский район).
В 1994 году станция была электрифицирована в составе 47-километрового участка Яготин — Гребёнка. На протяжении 1995—1999 годов была также электрифицирована и вся линия до Полтавы.
В настоящее время станция не утратила своего транспортного значения — на ней останавливается большинство поездов дальнего следования, а для электропоездов, следующих из Киева или Полтавы она является конечной. В железнодорожном узле Гребёнка сходятся линии:
- Гребёнка — Дарница, электрифицированая, двухпутная;
- Гребёнка — Полтава, электрифицированная однопутная с единичными двухпутными вставками;
- Гребёнка — Прилуки, неэлектрифицированная, однопутная;
- Гребёнка — Черкассы, неэлектрифицированная, однопутная.

## Особенности расположения станции
Станция Гребёнка — одна из немногих железнодорожных станций, являющаяся узлом сразу трёх железных дорог:
- Южной (сама станция относится к Южной железной дороге);
- Юго-Западной (граница проходит в двух километрах западнее станции, в киевском направлении) и
- Одесской (граница проходит в нескольких километрах южнее станции в направлении Черкасс).

## Дальнее сообщение на 2016–2017 год (зимний период)
| № поезда             | Маршрут следования        | Прибытие | Стоянка | Отправление | Прибытие на конечный пункт | Примечания                                          |
| -------------------- | ------------------------- | -------- | ------- | ----------- | -------------------------- | --------------------------------------------------- |
| 64 («Оберіг»)        | Киев — Харьков            | 00:22    | 2       | 00:24       | 06:27                      | до 10.12.2016 ежедневно                             |
| 234                  | Хмельницкий — Лисичанск   | 00:41    | 3       | 00:44       | 12:35                      | до 10.12.2016 ежедневно                             |
| 111 («Слобожанщина») | Харьков — Львов           | 01:51    | 2       | 01:53       | 14:07                      | до 10.12.2016 ежедневно                             |
| 234                  | Лисичанск — Хмельницкий   | 02:48    | 2       | 02:50       | 10:54                      | до 10.12.2016 ежедневно                             |
| 63 («Оберіг»)        | Харьков — Киев            | 04:08    | 5       | 04:13       | 06:31                      | до 10.12.2016 ежедневно                             |
| 112 («Слобожанщина») | Львов — Харьков           | 05:05    | 11      | 05:16       | 12:21                      | до 10.12.2016 ежедневно                             |
| 61                   | Москва — Николаев         | 05:17    | 20      | 05:37       | 14:20                      | до 10.12.2016 по чётным                             |
| 126                  | Константиновка — Киев     | 06:53    | 3       | 06:56       | 09:13                      | до 10.12.2016 ежедневно                             |
| 148                  | Одесса — Киев             | 08:13    | 20      | 08:33       | 10:32                      | до 10.12.2016 по воскресеньям, вторникам, четвергам |
| 719 («Интерсити»)    | Харьков — Винница         | 09:40    | 3       | 09:43       | 13:55                      | до 10.12.2016 ежедневно, кроме вторников            |
| 866                  | Киев-Волынский — Гребёнка | 10:46    | ---     | ---         | 10:46                      | до 10.12.2016 по субботам, воскресеньям             |
| 865                  | Гребёнка — Киев           | ---      | ---     | 12:20       | 14:45                      | до 10.12.2016 по субботам, воскресеньям             |
| 148                  | Киев — Одесса             | 17:47    | 20      | 18:07       | 04:32                      | до 10.12.2016 ежедневно                             |
| 720 («Интерсити»)    | Винница — Харьков         | 19:37    | 3       | 19:40       | 23:50                      | до 10.12.2016 ежедневно, кроме вторников            |
| 62                   | Николаев — Москва         | 19:45    | 20      | 20:05       | 11:11                      | до 10.12.2016 по нечётным                           |
| 126                  | Киев — Константиновка     | 21:25    | 23      | 21:48       | 07:37                      | до 10.12.2016 ежедневно                             |

С 27 декабря 2014 года «с целью обеспечения безопасности» прекращено курсирование поездов в Крым.

## Известные сотрудники
- Камирный, Василий Игнатьевич (1923—2004) — Герой Социалистического Труда.
- Примак, Степан Максимович (1927—2002) — Герой Социалистического Труда. Лауреат Государственной премии СССР.